# Anthony van den Hurk
Anthony van den Hurk (Veghel, 1993. január 9. –) holland születésű curaçaói válogatott labdarúgó, a török Çaykur Rizespor csatárja.

## Pályafutása

### Klubcsapatokban
Van den Hurk a hollandiai Veghel városában született. Az ifjúsági pályafutását a Blauw Geel '38 és a Den Bosch csapatában kezdte, majd a PSV Eindhoven akadémiájánál folytatta.
2012-ben mutatkozott be a Den Bosch másodosztályban szereplő felnőtt keretében. 2013-ban az Eindhoven, majd 2016-ban a De Graafschap szerződtette. 2018-ban a MVV Maastrichthoz igazolt. 2020 márciusában a svéd Helsinborghoz írt alá. 2022. augusztus 18-án kétéves szerződést kötött a török Çaykur Rizespor együttesével. A 2022–23-as szezon második felében a lengyel első osztályban érdekelt Górnik Zabrze csapatát erősítette kölcsönben. Először 2023. február 26-án, a Stal Mielec ellen idegenben 1–0-ás győzelemmel zárult találkozón lépett pályára és egyben megszerezte első gólját is a klub színeiben.

### A válogatottban
Van den Hurk az U15-ös és az U16-os korosztályú válogatottakban is képviselte Hollandiát.
2021-ben debütált a curaçaói válogatottban. Először 2021. március 25-én, Saint Vincent és a Grenadine-szigetek ellen 5–0-ra megnyert VB-selejtezőn lépett pályára és egyben megszerezte első válogatott gólját is.

## Statisztikák
2023. május 27. szerint
| Klub                       | Szezon   | Osztály     | Bajnokság | Bajnokság | Kupa és ligakupa | Kupa és ligakupa | Nemzetközi | Nemzetközi | Összesen | Összesen |
| Klub                       | Szezon   | Osztály     | Meccs     | Gól       | Meccs            | Gól              | Meccs      | Gól        | Meccs    | Gól      |
| -------------------------- | -------- | ----------- | --------- | --------- | ---------------- | ---------------- | ---------- | ---------- | -------- | -------- |
| Helsingborg                | 2020     | Allsvenskan | 27        | 11        | 0                | 0                | —          | —          | 27       | 11       |
| Helsingborg                | 2021     | Superettan  | 27        | 18        | 3                | 0                | —          | —          | 30       | 18       |
| Helsingborg                | 2022     | Allsvenskan | 14        | 3         | 1                | 1                | —          | —          | 15       | 4        |
| Helsingborg                | Összesen | Összesen    | 68        | 32        | 4                | 1                | 0          | 0          | 72       | 33       |
| Çaykur Rizespor            | 2022–23  | 1. Lig      | 12        | 2         | 1                | 1                | —          | —          | 13       | 3        |
| Górnik Zabrze (kölcsönben) | 2022–23  | Ekstraklasa | 6         | 1         | 0                | 0                | —          | —          | 6        | 1        |
| Összesen                   | Összesen | Összesen    | 86        | 35        | 5                | 2                | 0          | 0          | 91       | 37       |

### A válogatottban
| Válogatott | Év       | Pályára lépés | Gól |
| ---------- | -------- | ------------- | --- |
| Curaçao    | 2021     | 5             | 1   |
| Curaçao    | 2022     | 2             | 1   |
| Összesen   | Összesen | 7             | 2   |

#### Góljai a válogatottban
| # | Időpont           | Helyszín                                                  | Ellenfél                              | Gólok | Eredmény | Kiírás                                         |
| - | ----------------- | --------------------------------------------------------- | ------------------------------------- | ----- | -------- | ---------------------------------------------- |
| 1 | 2021. március 25. | Sentro Deportivo Korsou Ergilio Hato, Willemstad, Curaçao | Saint Vincent és a Grenadine-szigetek | 2–0   | 5–0      | 2022-es VB-selejtező                           |
| 2 | 2022. június 7.   | Estadio Francisco Morazán, San Pedro Sula, Honduras       | Honduras                              | 2–0   | 2–1      | 2022–2023-as CONCACAF-nemzetek ligája (A liga) |